# Micromus
Micromus är ett släkte av insekter som beskrevs av Jules Pièrre Rambur 1842. Micromus ingår i familjen florsländor.

## Dottertaxa tillMicromus, i alfabetisk ordning[1][2]
- Micromus acutipennis
- Micromus angularis
- Micromus angulatus
- Micromus angustipennis
- Micromus atlanticus
- Micromus audax
- Micromus australis
- Micromus bellulus
- Micromus berzosai
- Micromus bifasciatus
- Micromus borealis
- Micromus brandti
- Micromus brunnescens
- Micromus calidus
- Micromus canariensis
- Micromus carpentieri
- Micromus cookeorum
- Micromus costulatus
- Micromus densimaculosus
- Micromus dissimilis
- Micromus distinctus
- Micromus drepanoides
- Micromus duporti
- Micromus falcatus
- Micromus fanfai
- Micromus felinus
- Micromus forcipatus
- Micromus formosanus
- Micromus fulvescens
- Micromus fuscatus
- Micromus gradatus
- Micromus gratus
- Micromus haleakalae
- Micromus igorotus
- Micromus jacobsoni
- Micromus lanceolatus
- Micromus lanosus
- Micromus latipennis
- Micromus linearis
- Micromus lobipennis
- Micromus longispinosus
- Micromus lorianus
- Micromus maculipes
- Micromus marquesanus
- Micromus minimus
- Micromus minusculus
- Micromus mirimaculatus
- Micromus montanus
- Micromus morosus
- Micromus myriostictus
- Micromus neocaledonicus
- Micromus nigrifrons
- Micromus numerosus
- Micromus obliquus
- Micromus oblongus
- Micromus ombrias
- Micromus paganus
- Micromus pallidius
- Micromus paradoxus
- Micromus parallelus
- Micromus perelegans
- Micromus perezaballosi
- Micromus placidus
- Micromus plagatus
- Micromus posticus
- Micromus pumilus
- Micromus ramosus
- Micromus remiformis
- Micromus rubrinervis
- Micromus sjostedti
- Micromus striolatus
- Micromus subanticus
- Micromus subochraceus
- Micromus sumatranus
- Micromus swezeyi
- Micromus tasmaniae
- Micromus timidus
- Micromus umbrosus
- Micromus usingeri
- Micromus vagus
- Micromus variegatus
- Micromus variolosus
- Micromus vulcanius
- Micromus yunnanus
- Micromus zhaoi

## Bildgalleri

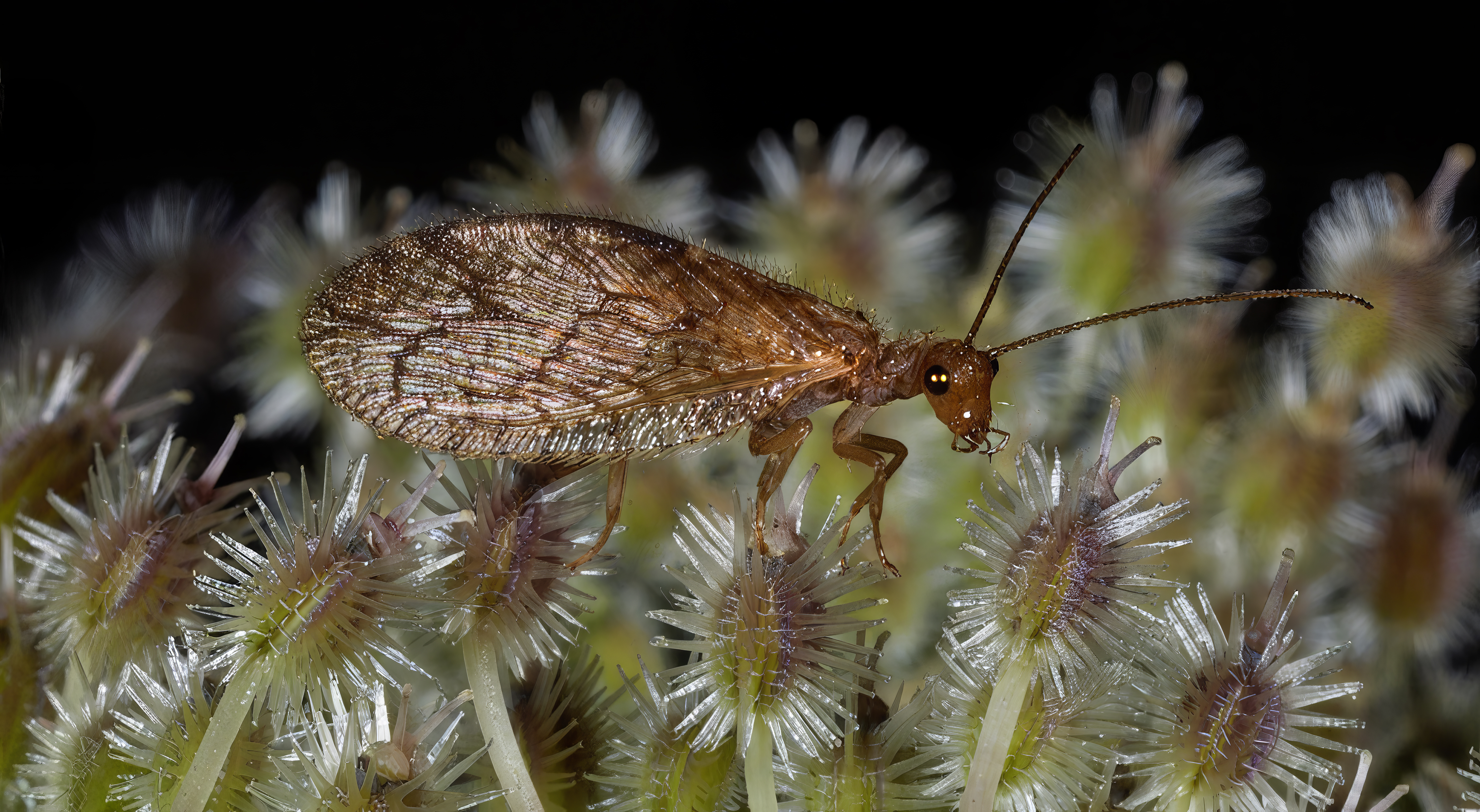
Micromus angulatus
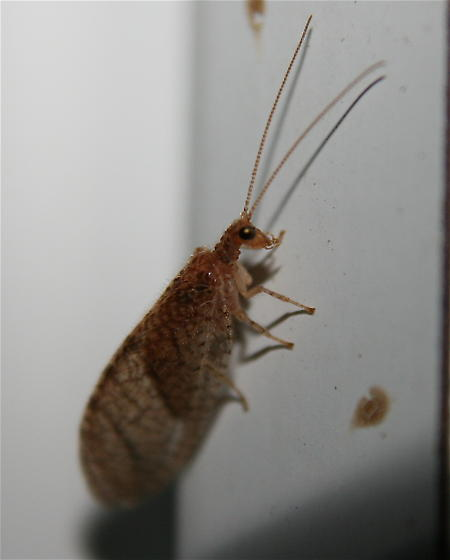
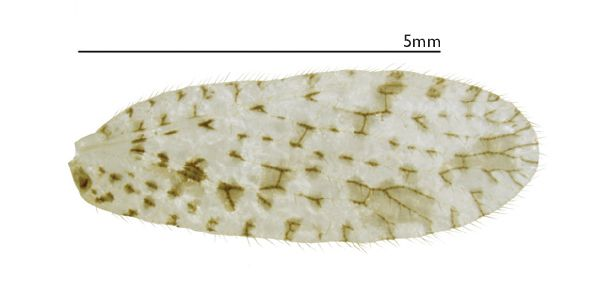
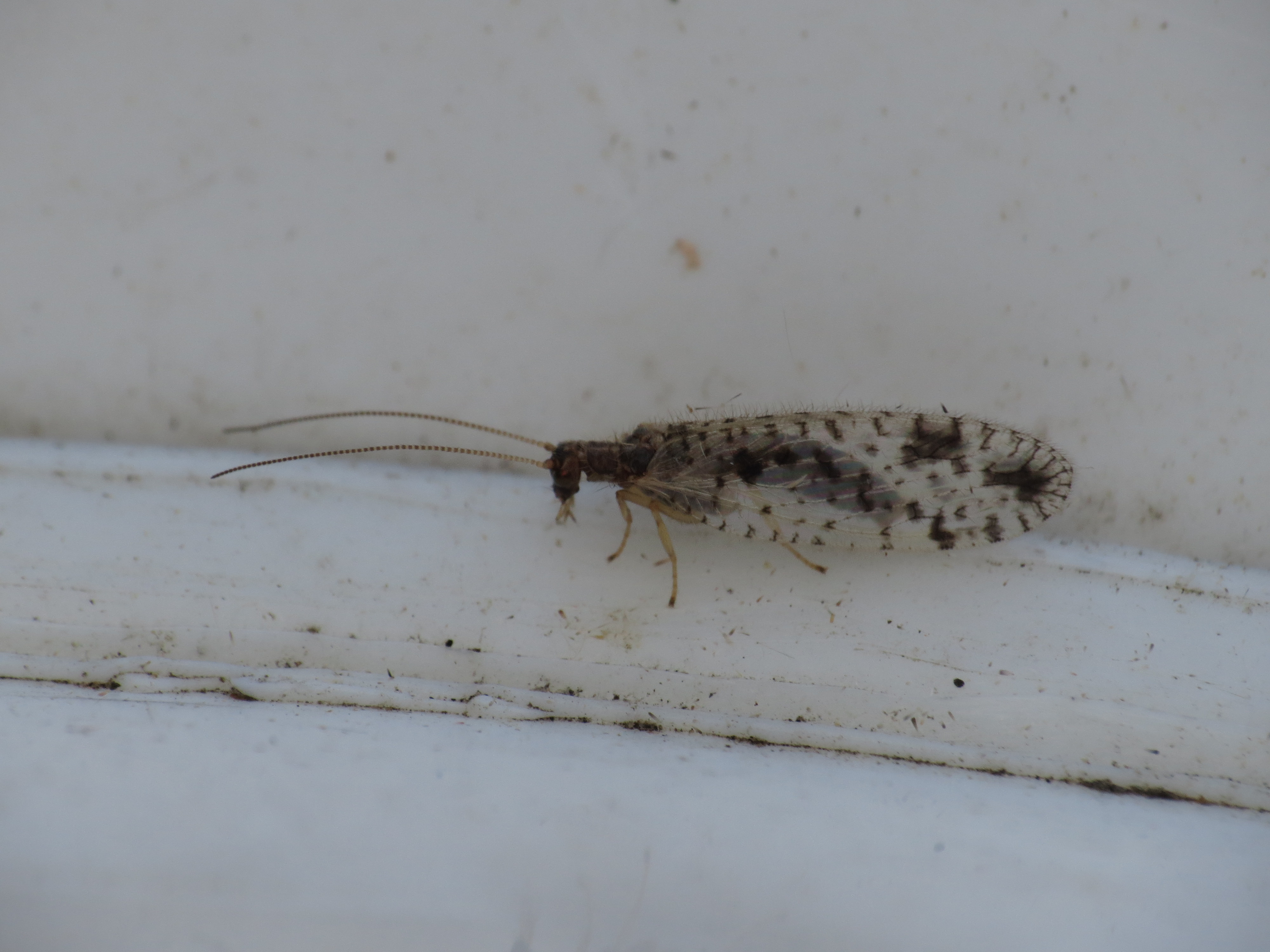
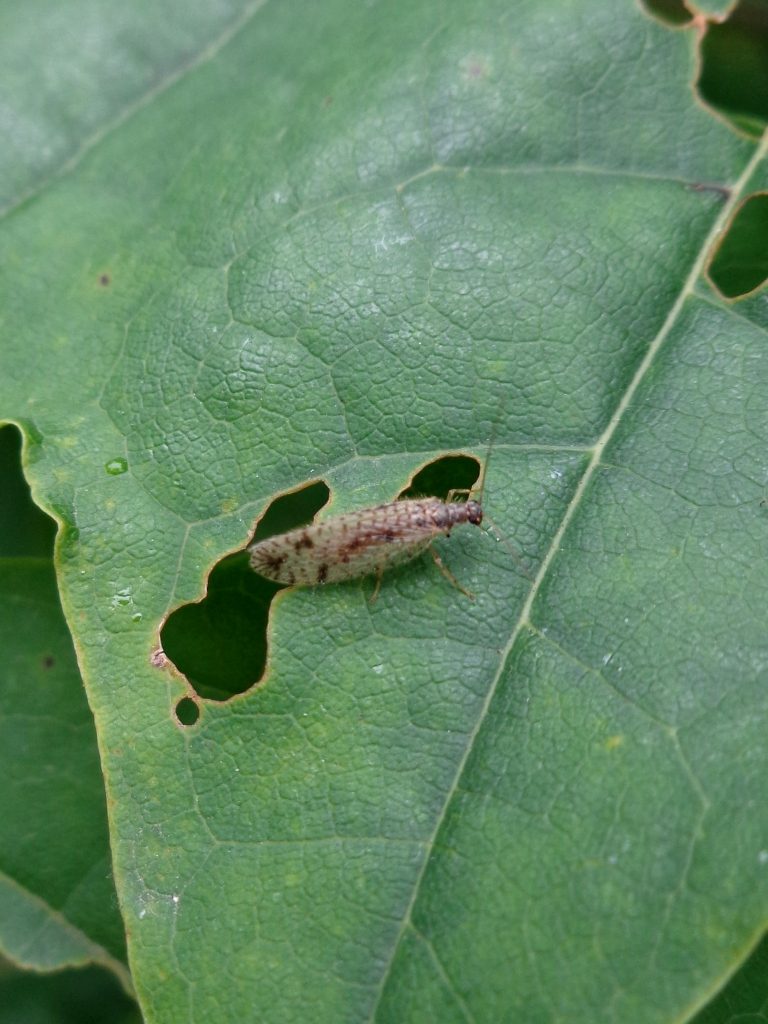